# 明合古墳
明合古墳（あけあいこふん）は、三重県津市安濃町田端上野にある古墳。形状は方墳（または双方中方墳）。明合古墳群を構成する古墳の1つ。国の史跡に指定されている。

## 概要
三重県中部、安濃川右岸の経ヶ峰から延びる台地上に築造された大型方墳である。1949年（昭和24年）に古墳として発見されている。
墳形は方形で、一辺約60メートルを測り、方墳としては全国第10位の規模になる。墳丘の南北には造出を付し、その独特の形態から双方中方墳とも呼称され、造出を含めると墳丘長81メートル・高さ10メートルを測る。墳丘は2段築成。墳丘外表では葺石が認められるほか、円筒埴輪列・形象埴輪（家形・盾形・蓋形埴輪）・須恵器器台が検出されている。また墳丘周囲には周濠が巡らされる。埋葬施設および副葬品は未調査のため明らかでない。また、墳丘周囲には陪塚と見られる古墳5基（かつては8基か）の築造も知られる。
この明合古墳は、古墳時代中期前半の5世紀前半頃の築造と推定される。築造当時としては安濃川流域で最大級の首長墓であり、規模・墳形の点で当時の政治的背景を考察するうえで重要視される古墳である。
古墳域は1952年（昭和27年）に国の史跡に指定されている。

## 遺跡歴
- 1949年（昭和24年）、津高等学校地歴部により古墳として発見[1]。
- 鈴木敏雄・山田勘三・村治圓次郎・竹島基三・梅原末治・斎藤忠らによる調査[1]。
- 1952年（昭和27年）10月11日、国の史跡に指定[4]。

## 墳丘
墳丘の規模は次の通り。

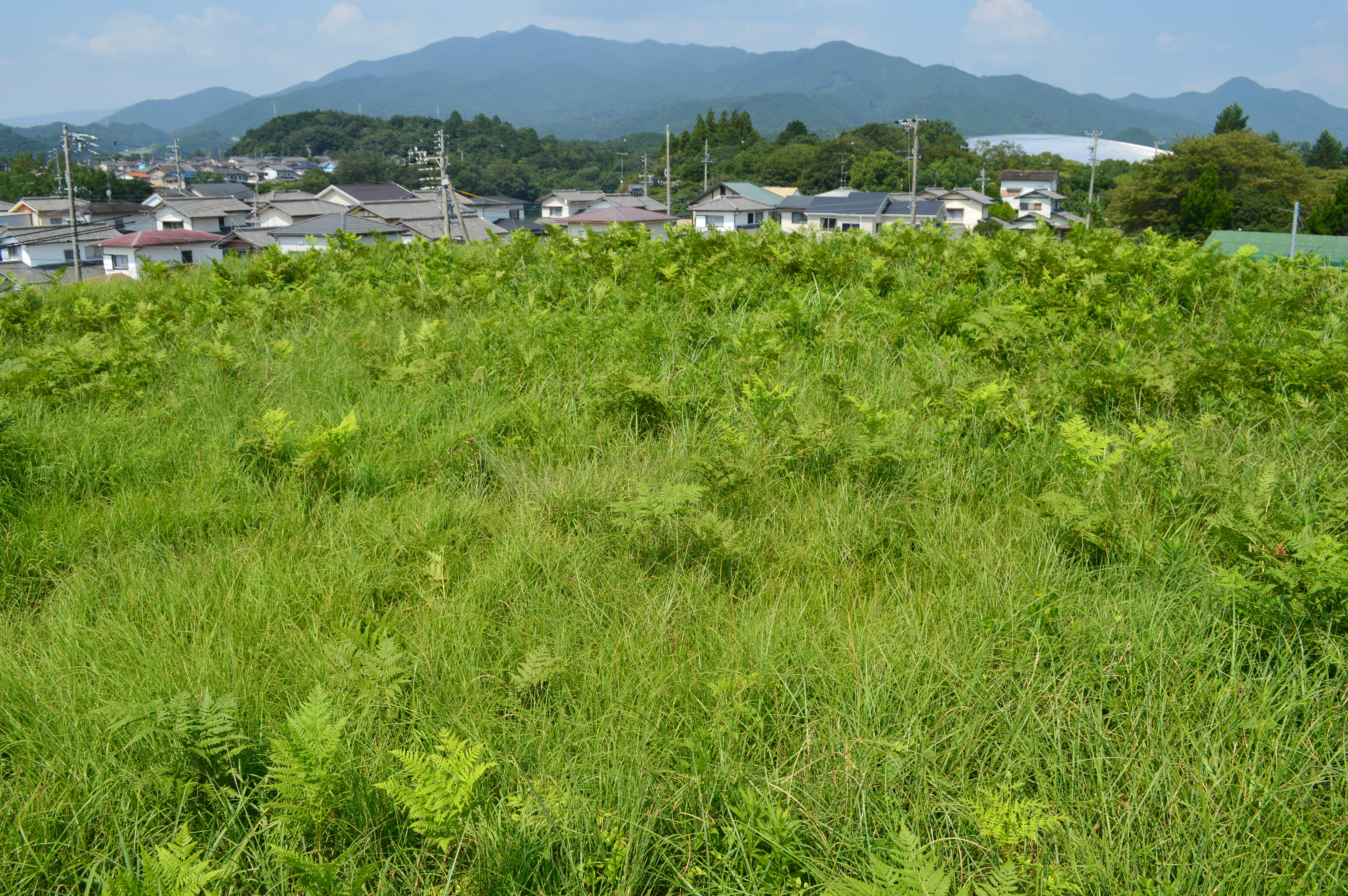
墳頂

- 墳丘長：81.0メートル - 造出を含めた全長。
- 高さ：10.0メートル
- 主丘（中方部） - 2段築成。
  - 下段：一辺60.0メートル（下辺）・48.3メートル（上辺）、高さ1.7-2.5メートル
  - 上段：一辺42メートル（下辺）・15メートル（上辺）、高さ6.0-7.0メートル
- 北造出：長さ10.0メートル、幅17.4メートル、高さ約1.8メートル
- 南造出：長さ13.0メートル、幅21メートル、高さ1.7-2.0メートル

墳形については、主丘（中方部）に前方部・後方部を持つ双方中方墳とする解釈もあるが、今日では方墳の前後に造出を付すとする解釈が一般的である

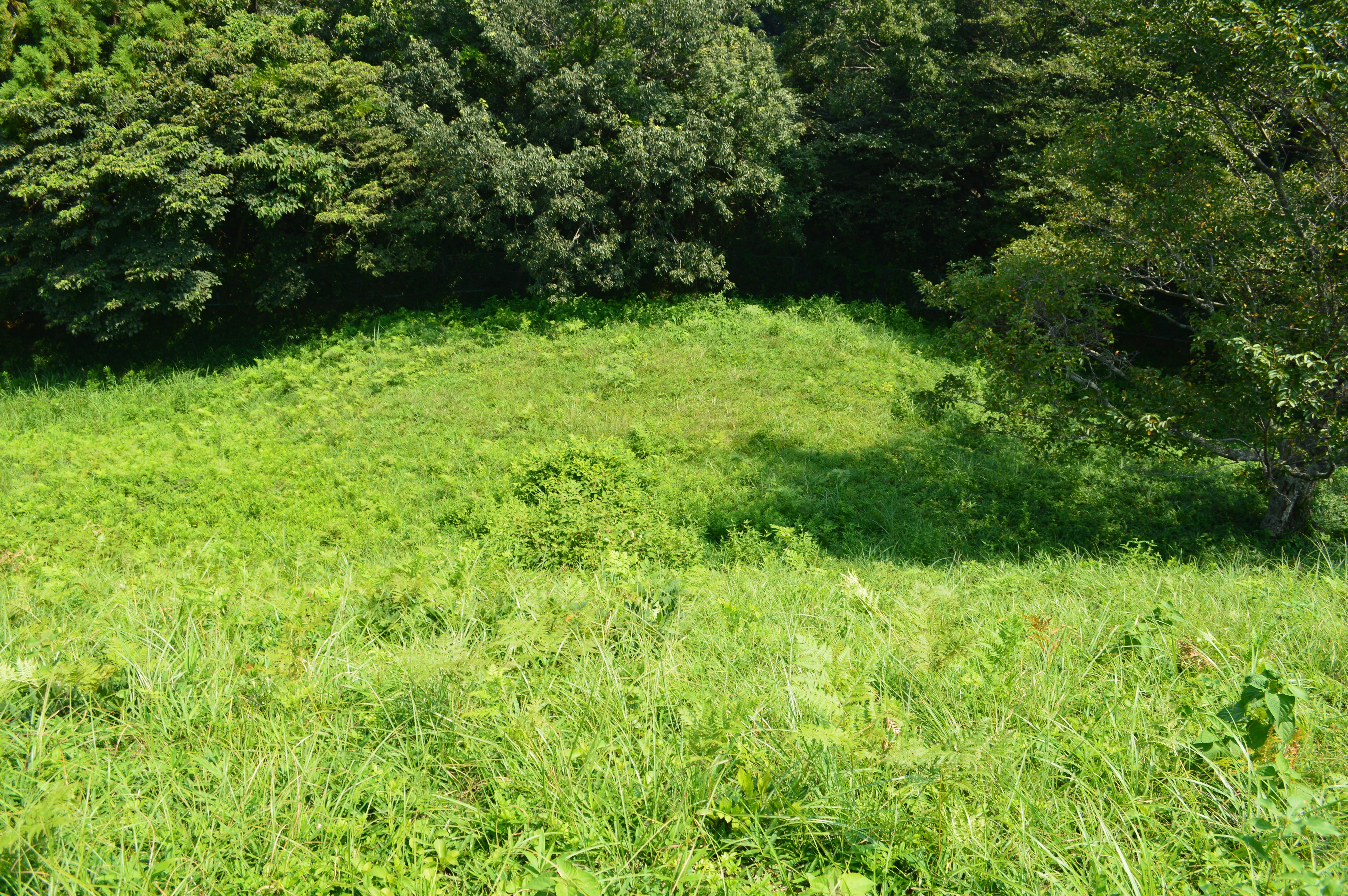
北造出
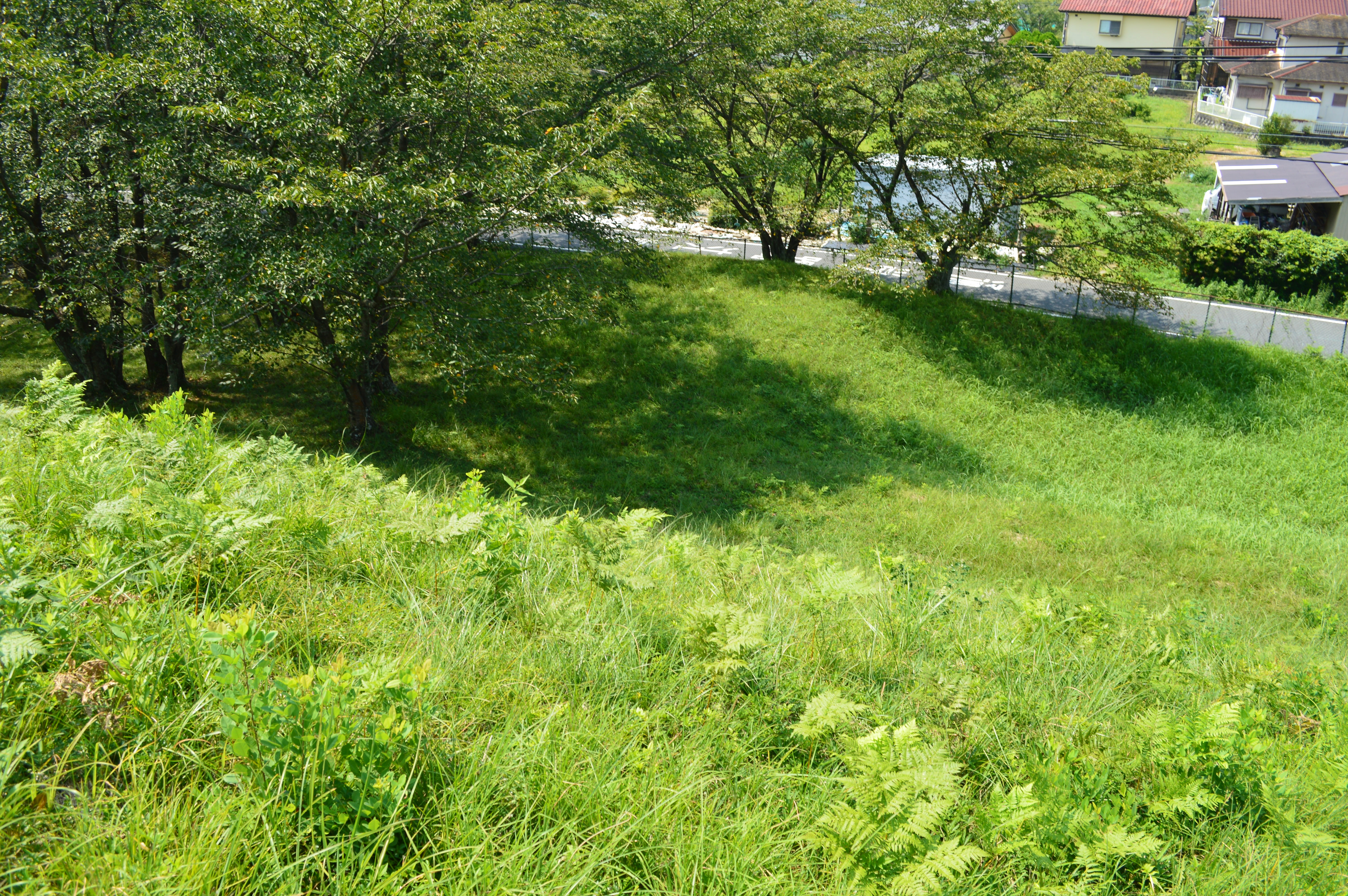
南造出
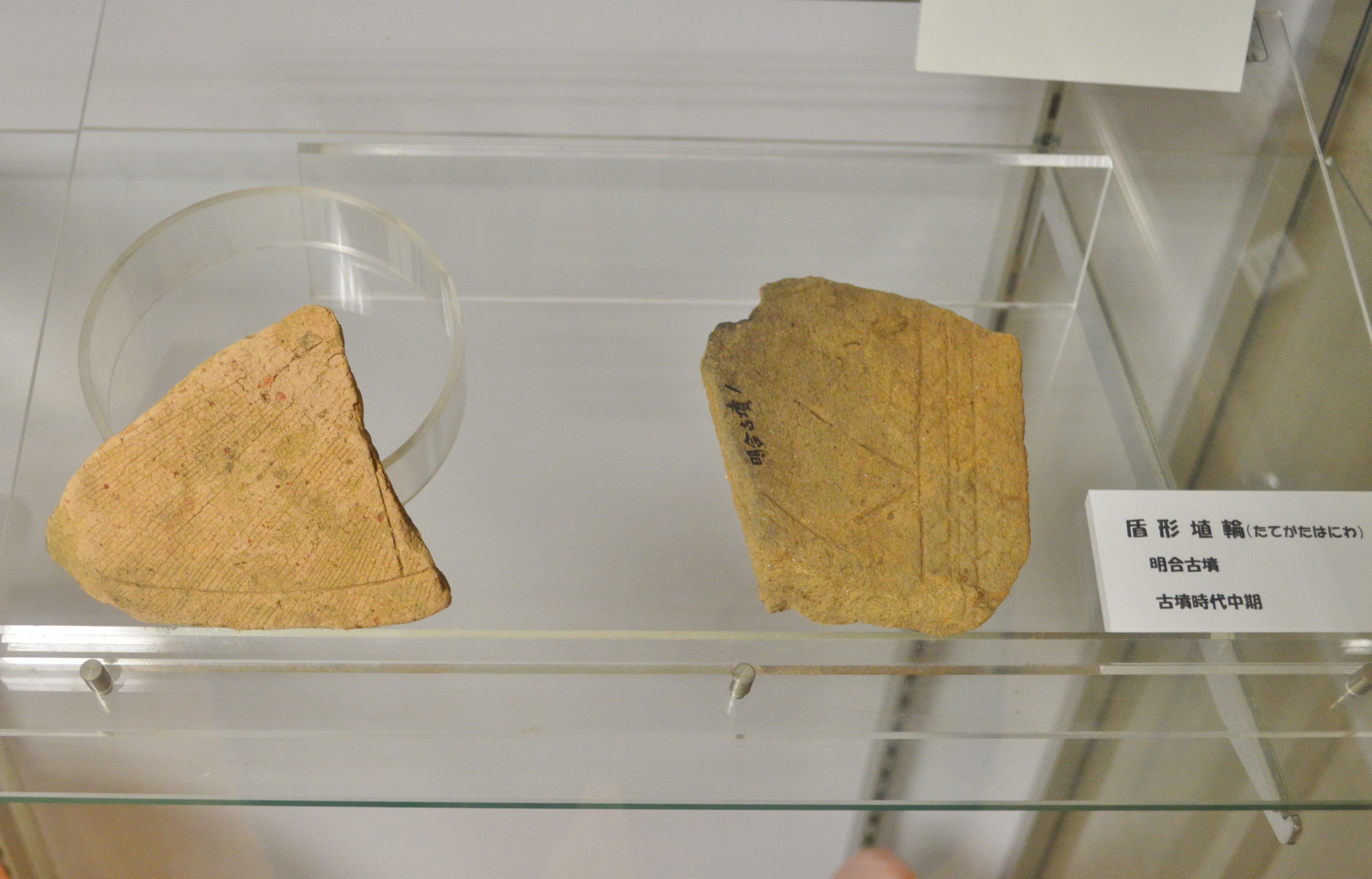
出土盾形埴輪 安濃郷土資料館展示。

## 陪塚

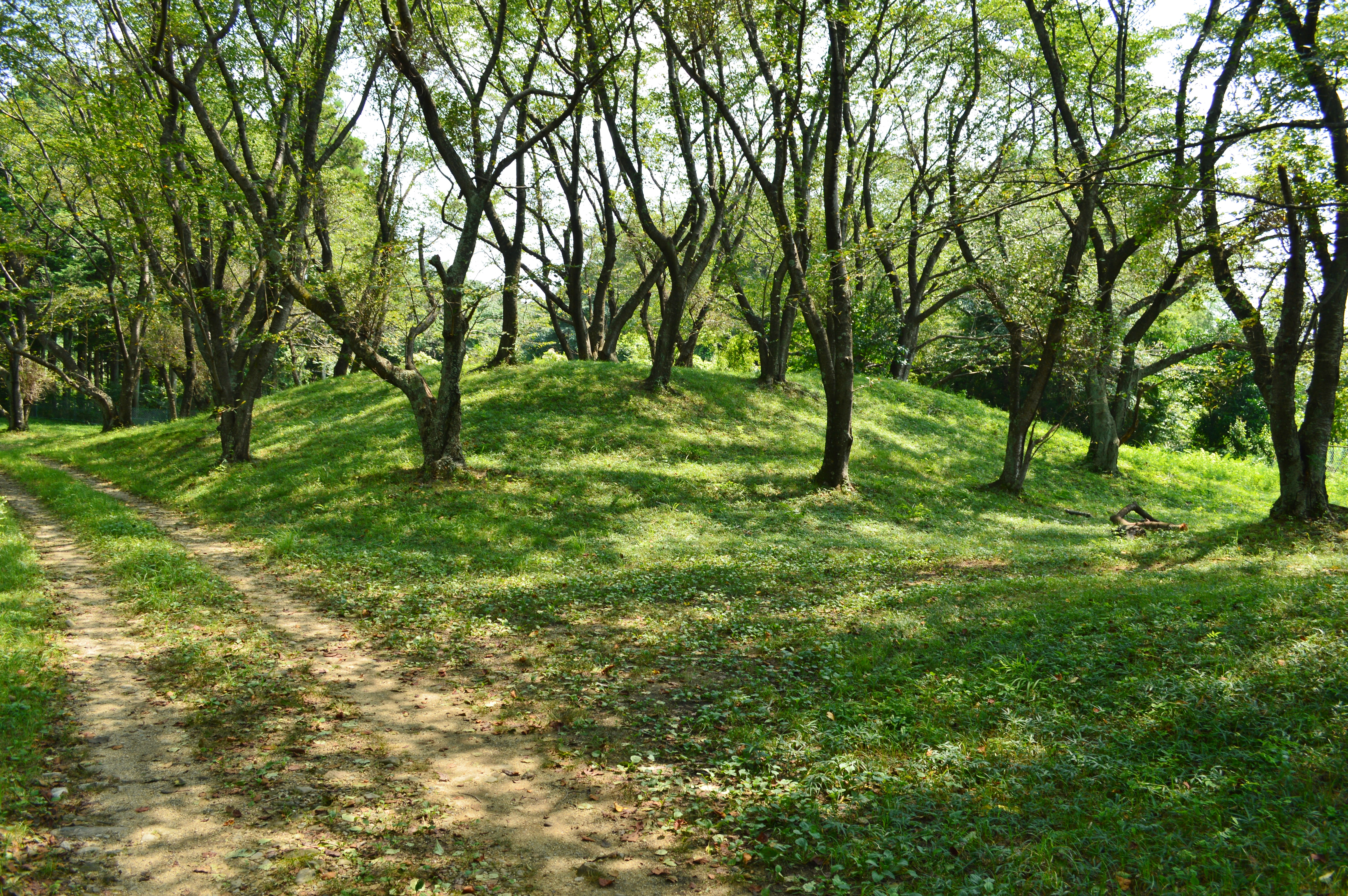
陪塚2号墳

明合古墳の周辺では5基の方墳が認められており（かつては8基存在か）、これらは明合古墳の陪塚と推測される。各古墳の詳細は次の通り。
- 陪塚1号墳
一辺8.0メートル。大きく削平されている。
- 陪塚2号墳（通称「小塚」）
一辺22.0メートル。残存する陪塚の中では最大規模。北東部が削平を受けているがほぼ完存し、葺石・円筒埴輪列が認められる。
- 陪塚3号墳
不明。大きく削平されている。
- 陪塚4号墳
一辺16.0メートル。西側が削平を受けている。付近では円筒埴輪片・形象埴輪片（蓋形・盾形埴輪）・初期須恵器片が認められる。
- 陪塚5号墳
一辺15.1メートル。西側が削平を受けている。付近では埴輪片が散在する。

いずれも埋葬施設および副葬品は未調査のため明らかでない。なお4号墳の西側には6号墳があったといわれるが、昭和30年頃の開墾で消滅している。また主墳と2号墳の間および西辺外側には基壇状地の痕跡が認められており、祭祀地の可能性が指摘される。

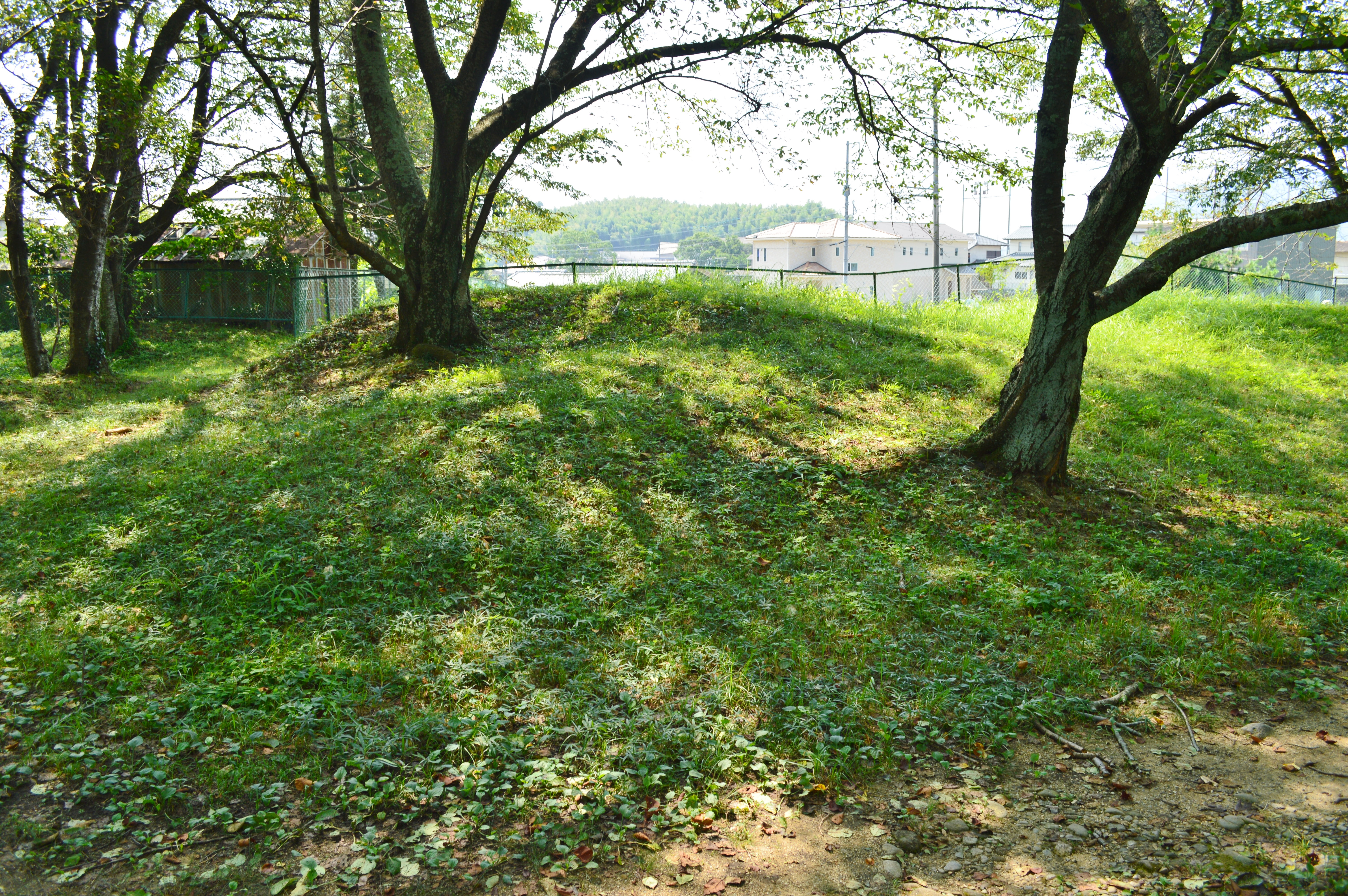
陪塚1号墳
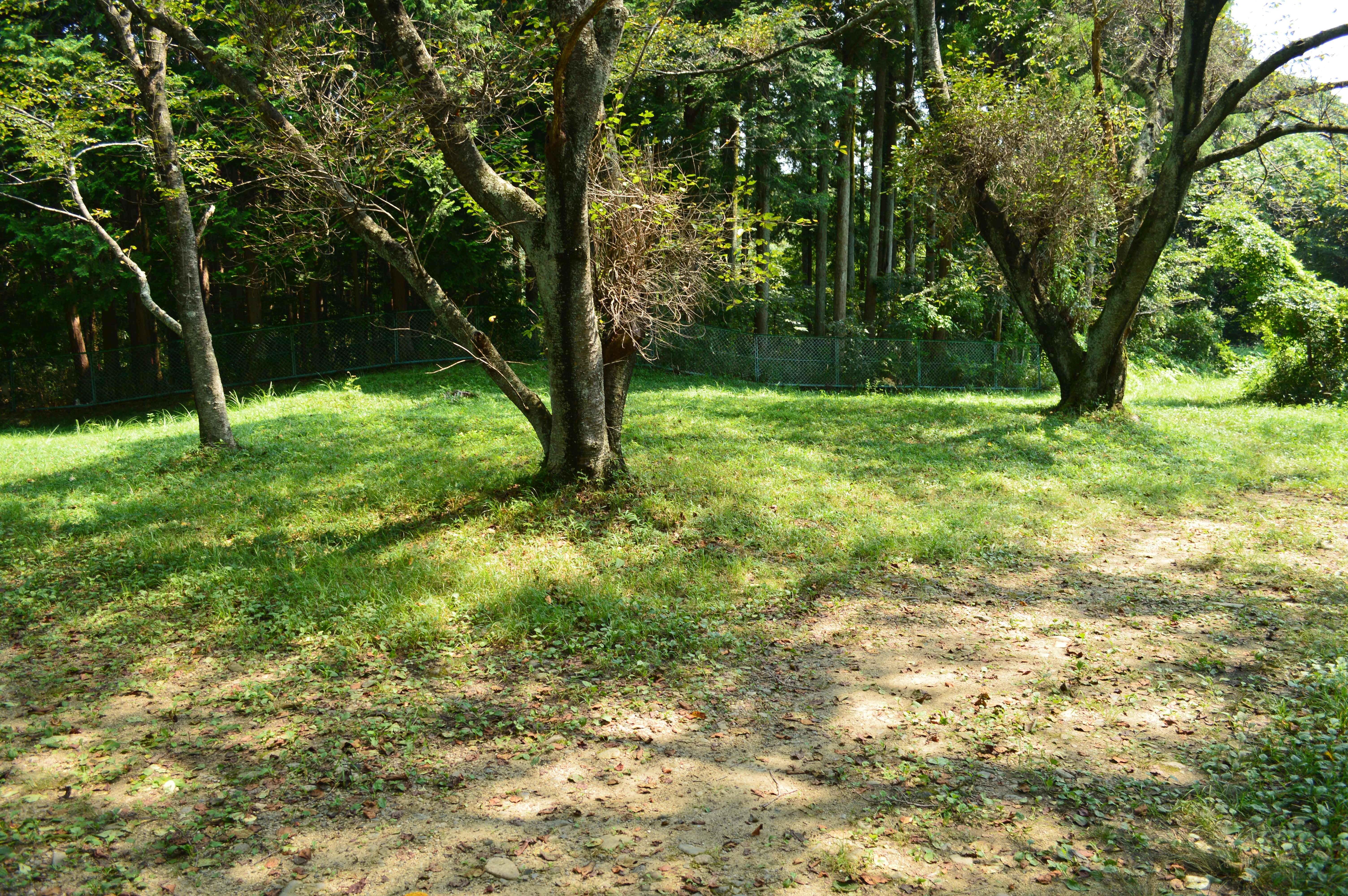
陪塚3号墳
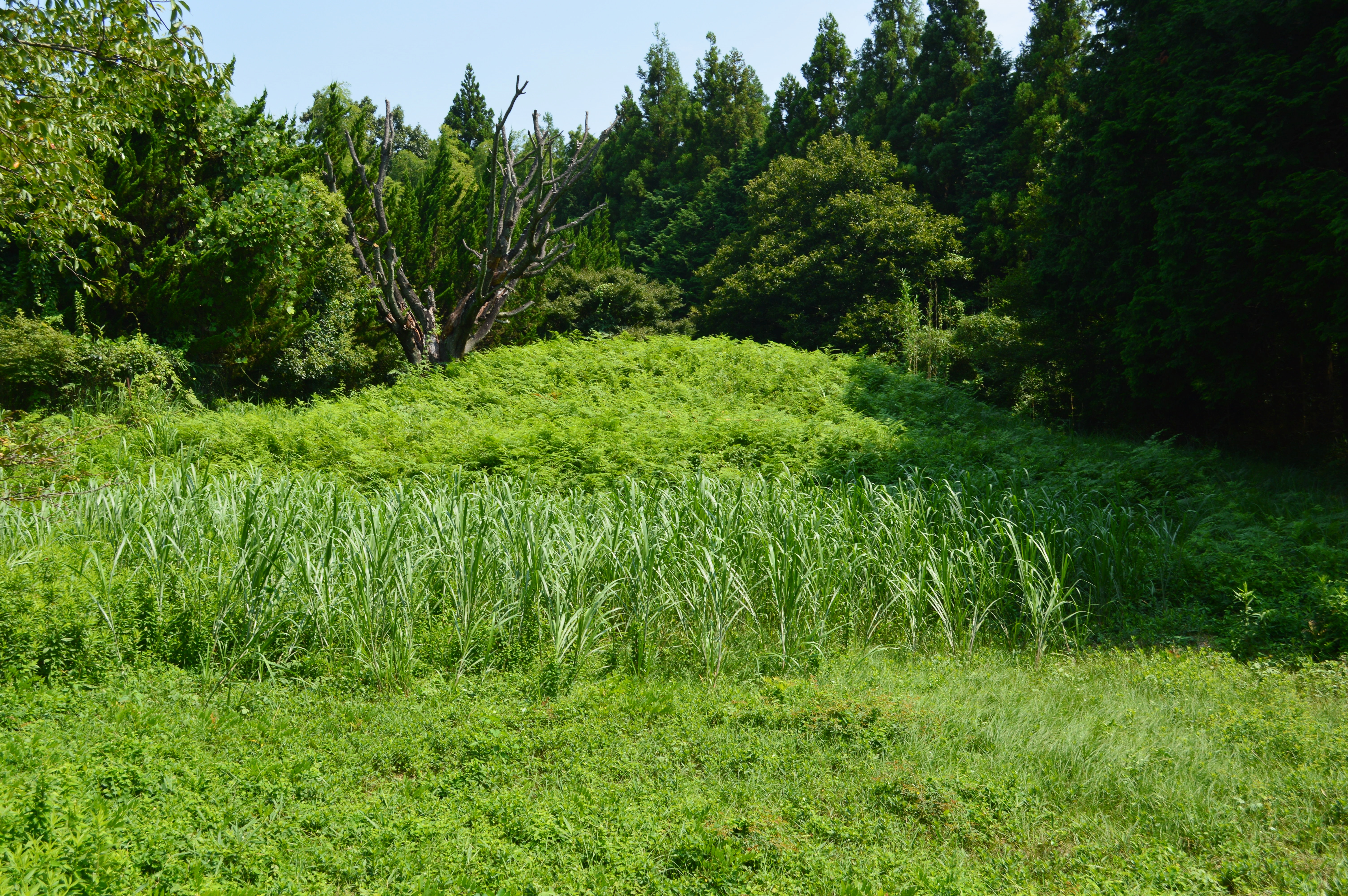
陪塚4号墳
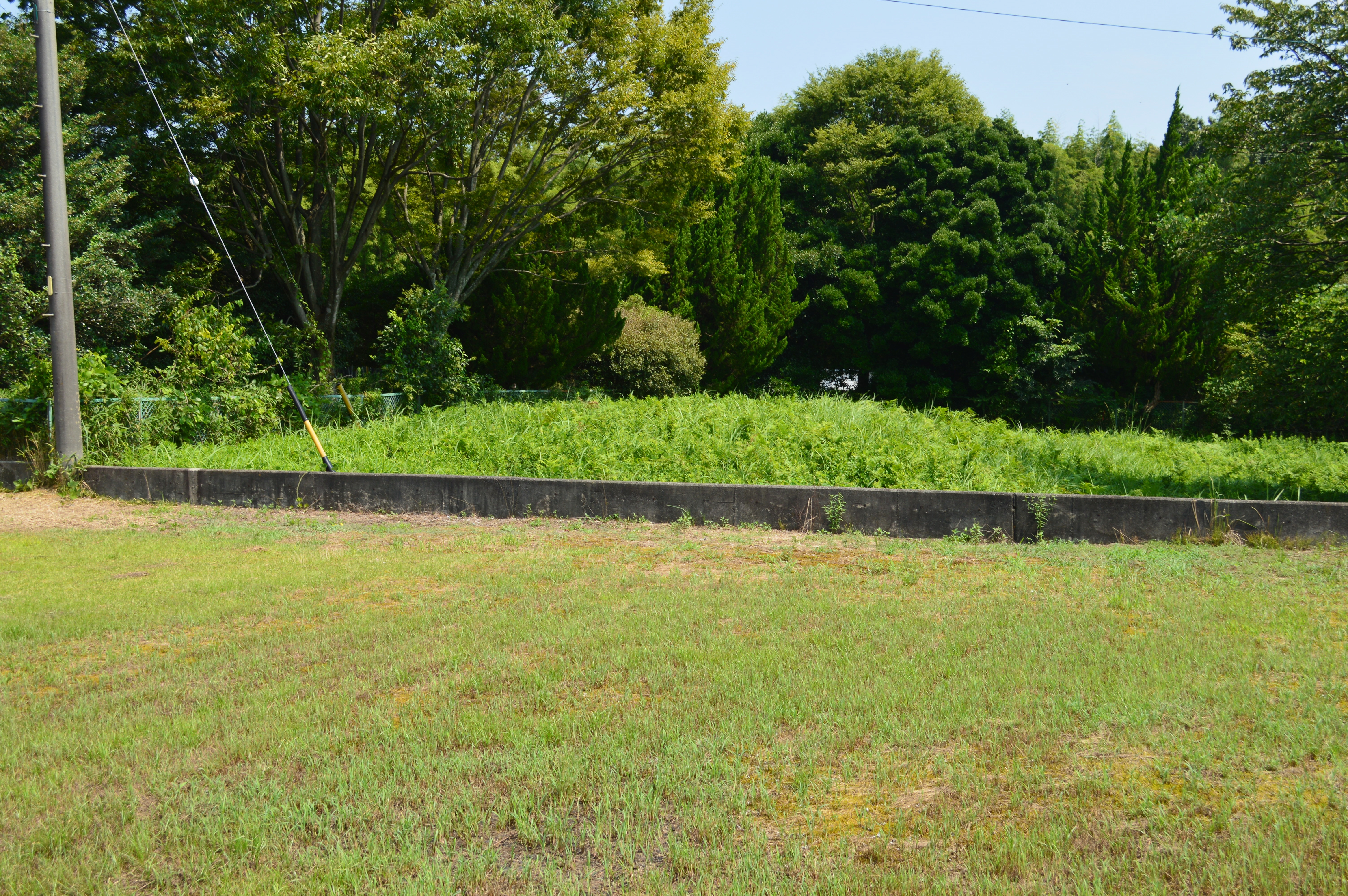
陪塚5号墳
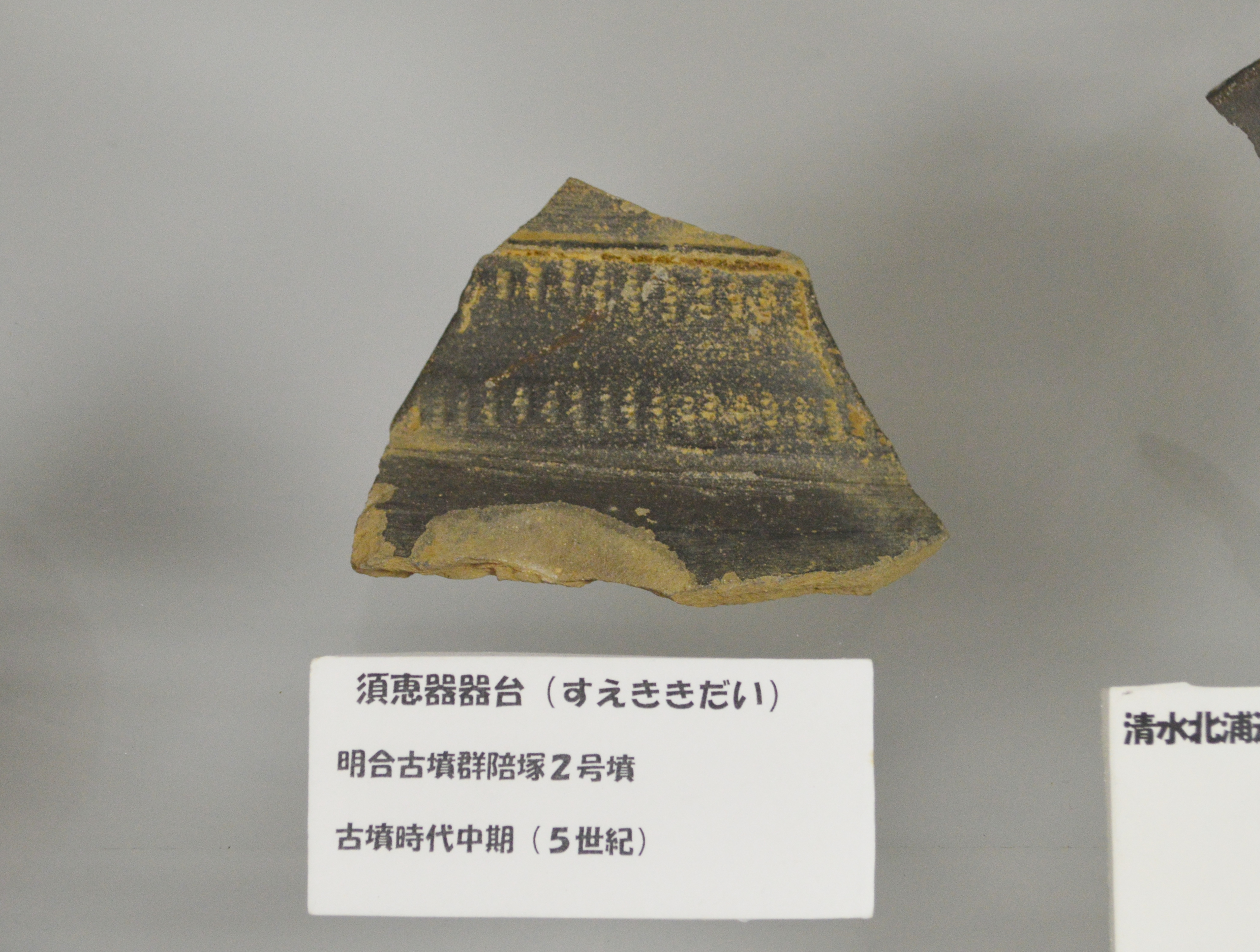
陪塚2号墳出土 須恵器器台 安濃郷土資料館展示。

## 文化財

### 国の史跡
- 明合古墳 - 1952年（昭和27年）10月11日指定[4]。